# Tiago Morais
Tiago Morais né le 3 septembre 2003 à Espinho au Portugal, est un footballeur portugais qui évolue au poste d'ailier gauche au Casa Pia AC, en prêt du LOSC Lille.

## Biographie

### En club
Né à Espinho au Portugal, Tiago Morais commence le football dans le club du SC Arcozelo, puis il est formé au Boavista FC. Après des passages au Benfica Lisbonne et Padroense F.C. (en) il fait son retour au Boavista FC et y termine sa formation.
Il joue son premier match en professionnel le 28 décembre 2020, lors d'une rencontre de première division portugaise, contre le SC Braga. Il entre en jeu à la place de Yanis Hamache et son équipe s'incline par quatre buts à un.
Le 1er août 2021, Morais est titularisé lors d'une rencontre de coupe de la Ligue portugaise face au Portimonense SC. Il se fait remarquer à cette occasion en marquant deux buts, donnant ainsi à la victoire à son équipe (2-0 score final). Il s'agit de ses deux premiers buts en professionnel et ils font de lui le plus jeune buteur de l'histoire de Boavista, à 17 ans et 332 jours. Il bat ainsi le record jusqu'ici détenu par João Vieira Pinto,;
Le 23 août 2022, Morais prolonge son contrat avec Boavista jusqu'en juin 2026, avant d'être prêté dans la foulée au Leixões SC.
Morais fait son retour à Boavista pour la saison 2023-2024. Il est réintégré à l'équipe première et se met en évidence avec celle-ci. Ses prestations lui valent d'être nommé meilleur jeune joueur du championnat en août et septembre 2023.
Le 30 janvier 2024, Tiago Morais rejoint la France afin de s'engager en faveur du LOSC Lille. Il signe un contrat courant jusqu'en juin 2028.
Peu utilisé depuis son arrivée au LOSC, Tiago Morais est prêté le 27 juillet 2024 au Rio Ave FC pour une saison avec option d'achat.

### En sélection
Le 13 octobre 2023, Tiago Morais joue son premier match avec l'équipe du Portugal espoirs, contre la Biélorussie. Il entre en jeu à la place de Fábio Silva et son équipe s'impose par six buts à un.